# Samou (Burkina Faso)
Pour les articles homonymes, voir Samou.
Samou est une commune rurale située dans le département de Bogandé de la province de la Gnagna dans la région de l'Est au Burkina Faso.

## Santé et éducation
Samou accueille un centre de santé et de promotion sociale (CSPS) tandis que les soins plus lourds sont traités par le centre médical et chirurgical de Bogandé.

## Culture
Modèle:La culture principale de Samou est celle des Gourmantchés.(par H. Justin)